# Fugløyfjorden (Gildeskål)
Fugløyfjorden er en fjord eller nærmere et sund i Gildeskål kommune i Nordland fylke i Norge. Den er 20 kilometer lang. Fjorden ligger på sydsiden af øen  Fugløya og Fugløyvær og begynder i vest mellem Floholman og Finnes. Den går derefter i nordøstlig retning til den munder ud i  Saltfjorden mellem Nordarnøya og Mårnesskagen på Sandhornøya. Vest for fjorden ligger også øerne Fleina og Sørarnøya, og i øst ligger øen Femris. På sydsiden af Sandhornøya går Sørfjorden mod syd på østsiden af Femris, mens Morsdalsfjorden går mod sydøst langs sørsiden af   Sandhornøya.
På sydenden af  Fugløya ligger landsbyen Sørfugløy, og på Sørarnøya ligger landsbyen  Sør-Arnøy.